# Gilbuena
Gilbuena és un municipi de la província d'Àvila a la comunitat autònoma de Castella i Lleó.